# 大鳥町 (常滑市)
大鳥町（おおどりちょう）は、愛知県常滑市の地名。

## 地理
常滑市中西部に位置する。東は多屋、北は榎戸に接する。

### 学区
- 高等学校 - 尾張学区
- 中学校 - 常滑市立鬼崎中学校[WEB 5]
- 小学校 - 常滑市立鬼崎南小学校[WEB 5]

## 歴史

### 町名の由来
字名による。

### 人口の変遷
国勢調査による人口の推移。
| 1995年（平成7年）  | 69人   |  |  |
| 2000年（平成12年） | 73人   |  |  |
| 2005年（平成17年） | 72人   |  |  |
| 2010年（平成22年） | 889人  |  |  |
| 2015年（平成27年） | 1219人 |  |  |

### 世帯数の変遷
国勢調査による世帯数の推移。
| 1995年（平成7年）  | 23世帯  |  |  |
| 2000年（平成12年） | 24世帯  |  |  |
| 2005年（平成17年） | 34世帯  |  |  |
| 2010年（平成22年） | 316世帯 |  |  |
| 2015年（平成27年） | 441世帯 |  |  |

### 沿革
- 1977年（昭和52年） - 常滑市多屋の一部により、同市大鳥町として成立[2]。

### WEB
1. ↑  “愛知県常滑市の町丁・字一覧”.   人口統計ラボ. 2022年3月23日閲覧。
2. ↑  総務省統計局 (2017年1月27日). “平成27年国勢調査の調査結果(e-Stat) - 男女別人口及び世帯数 －町丁・字等” (CSV). 2021年7月21日閲覧。
3. ↑  “愛知県常滑市の郵便番号一覧”.   日本郵便. 2022年3月22日閲覧。
4. ↑  “市外局番の一覧” (PDF).   総務省 (2022年3月1日). 2022年3月22日閲覧。
5. 1 2  常滑市教育委員会学校教育課 (2021年1月29日). “小・中学校の通学区域について”.   常滑市. 2022年3月27日閲覧。
6. 1 2  総務省統計局 (2014年3月28日). “平成7年国勢調査の調査結果(e-Stat) - 男女別人口及び世帯数 －町丁・字等” (CSV). 2021年7月20日閲覧。
7. 1 2  総務省統計局 (2014年5月30日). “平成12年国勢調査の調査結果(e-Stat) - 男女別人口及び世帯数 －町丁・字等” (CSV). 2021年7月20日閲覧。
8. 1 2  総務省統計局 (2014年6月27日). “平成17年国勢調査の調査結果(e-Stat) - 男女別人口及び世帯数 －町丁・字等” (CSV). 2021年7月21日閲覧。
9. 1 2  総務省統計局 (2012年1月20日). “平成22年国勢調査の調査結果(e-Stat) - 男女別人口及び世帯数 －町丁・字等” (CSV). 2021年7月21日閲覧。
10. 1 2  総務省統計局 (2017年1月27日). “平成27年国勢調査の調査結果(e-Stat) - 男女別人口及び世帯数 －町丁・字等” (CSV). 2021年7月21日閲覧。

### 書籍
1. 1 2  「角川日本地名大辞典」編纂委員会 1989, p. 1738.
2. 1 2  「角川日本地名大辞典」編纂委員会 1989, p. 282.